# Panorpa kamikotiensis
Panorpa kamikotiensis är en näbbsländeart som beskrevs av Syuti Issiki 1929. Panorpa kamikotiensis ingår i släktet Panorpa och familjen skorpionsländor. Inga underarter finns listade i Catalogue of Life.